# Moneda de una libra esterlina
La moneda de una libra esterlina (£1) es actualmente  la segunda unidad monetaria de mayor valor entre todas las divisas internacionales, así como la sexta más elevada dentro de la escala de la libra esterlina. Su reverso presenta una inscripción en latín: "CHARLES III".
D. G. REX (Dei Gratia Rex) y F D (Fidei Defensor), traducido como "Carlos III, Rey por la gracia de Dios y Defensor de la Fe". Asimismo, presenta la imagen del perfil del rey desde su puesta en circulación en el 2022. Sin embargo, muchas monedas contienen la efigie de su predecesora, Isabel II. Desde su entrada en vigor, la moneda ha exhibido cuatro diferentes diseños del retrato de la monarca, siendo el último el creado por el artista Jody Clark. En el 2015, tras la muerte de la monarca, se diseñó la moneda con el rostro de Carlos. La moneda presenta una forma dodecagonal (de 12 lados). En cuanto al reverso, su versión actual contiene los emblemas representativos de las cuatro naciones que conforman el Reino Unido (la rosa inglesa, el puerro galés, el cardo escocés y el trébol norirlandés) brotando de una corona y ascendiendo entrelazados. 
La moneda original de una libra -que poseía bordes redondeados- tenía como fin reemplazar al billete de una libra inglesa, el cual dejó de imprimirse hacia fines de 1984 y se retiró finalmente de circulación el 11 de marzo de 1988, aunque podía seguir intercambiándose en los establecimientos bancarios de todo el país, como todos los billetes de Reino Unido.
Los billetes de una libra siguen fabricándose en Jersey, Guernsey y la Isla de Man, aunque la moneda de una libra posee una mayor difusión. El 28 de marzo de 2017 se introdujo un nuevo diseño dodecagonal de la moneda y ambas permanecieron en circulación hasta que se retiró el antiguo diseño el 15 de octubre de 2017. Posteriormente, las monedas con el diseño antiguo solo podían cambiarse en los bancos, aunque algunos servicios comerciales (como cadenas de supermercados) continuaron aceptándolas por un tiempo limitado. La versión antigua de la libra continúa siendo de curso legal en la Isla de Man.
El propósito principal del rediseño de la moneda era combatir la falsificación del antiguo diseño. En marzo del 2014, la Royal Mint había estimado que de las 1.553 millones de monedas de níquel-latón, alrededor de más del 3 por ciento eran falsas. En cambio, la nueva moneda es bimetálica, al igual que la actual moneda de dos libras, y posee una característica de seguridad escondida de carácter desconocido, llamada "ISIS" (por sus siglas en inglés Integrated Secure Identification Systems; en español: Sistemas Seguros de Identificación Integrados), que se cree que es un código integrado en cada moneda y visible usando luz ultravioleta.

## Diseño
Hasta la fecha de hoy, se han utilizado cuatro modelos de retrato distintos de la Reina Isabel. Para el primero de los tres, la inscripción era ELIZABETH II D.G.REG.F.D. 2013, en el cual el término "2013" se reemplazó por el año de acuñación. El cuarto diseño, revelado en marzo del 2015, expandió ligeramente el tamaño de la inscripción a ELIZABETH II DEI.GRA.REG.FID.DEF. 2015. El diseño dodecagonal, introducido en marzo de 2017, lo volvieron a cambiar a 2017 ELIZABETH II D.G.REG.F.D..
En resumen:
- En 1983 y 1984, el retrato de la Reina Isabel II, diseño de Arnold Machin, apareció en el anverso,[14] y en él la reina luce la tiara de "Las chicas de Gran Bretaña e Irlanda".
- Entre 1985 y 1997, se usó el retrato de Raphael Maklouf, en el que la reina aparece con la diadema de Jorge IV.
- Entre 1998 y el 2015, se empleó el retrato de Ian Rank-Broadley.[15] En este retrato, la reina lleva puesta la tiara, con una firma con las iniciales del autor del retrato "IRB" debajo.
- En 2015, se introdujo el retrato de Jody Clark,[16] en el cual la reina aparece tocada con la diadema de Jorge IV,[17] con una firma con las iniciales del autor del retrato "JC" debajo.

En agosto del 2005, la Royal Mint anunció una competencia para diseñar un nuevo reverso a todas las monedas en vigor. según se anunció en abril del 2008, el ganador fue Matthew Dent, cuyos diseños se presentaron gradualmente en la serie de monedas desde mediados de ese año. Los diseños de la moneda de 1, 2, 5, 10, 20 y 50 peniques muestran, al juntarlas, secciones del Escudo Real que forman la figura entera. El escudo se mostró en su integridad en la moneda de £1. El anverso de la moneda, sin embargo, permaneció sin cambios.
El diseño del reverso de la moneda original se modificó anualmente desde 1983 hasta el 2008, mostrando un emblema que representaba al Reino Unido, Escocia, Gales, Irlanda del Norte e Inglaterra, junto con la inscripción en los bordes. Esta inscripción puede verse con frecuencia invertida (cuando el anverso mira hacia arriba). Desde el año 2008 en adelante, los diseños nacionales siguieron acuñándose junto s la nueva versión estándar, sin aplicar una rotación estricta. La inscripción ONE POUND apareció en todos los diseños del reverso.
Al igual que en el caso de las monedas no conmemorativas de £2, la moneda con bordes redondeados de £1 (excepto por los diseños de las ciudades capitales, realizados entre los periodos de 2004-2007 y 2010-2011), tenía una marca de acuñación (una pequeña marca de cruz) en los bordes fresados que representa a Llantrisant en el sur de Gales, donde se estableció la Royal Mint desde 1968.
El reverso de la nueva moneda dodecagonal bimetálica se introdujo el 28 de marzo de 2017, después de ser elegido en un concurso público de diseño. La competencia para diseñar el reverso de la moneda comenzó en septiembre de 2014 y el ganador en marzo de 2015 fue David Pearce, un joven de 15 años de Walsall; la imagen fue presentada por el canciller George Osborne durante su anuncio del presupuesto de ese año. El diseño contiene una rosa, un puerro, un cardo y un trébol atados a una corona.

## Figuras de acuñación

### Monedas de bordes redondeado
| Año  | Nombre                                | Diseño                                                                                   | Nación representada | Inscripción del borde                                                | Traducción                         | Acuñación                     |
| ---- | ------------------------------------- | ---------------------------------------------------------------------------------------- | ------------------- | -------------------------------------------------------------------- | ---------------------------------- | ----------------------------- |
| 1983 | Armas reales                          | Armas reales ornamentales                                                                | Reino Unido         | DECUS ET TUTAMEN                                                     | Un ornamento y una salvaguardia    | 443,053,510                   |
| 1984 | Cardo                                 | Cardo y diadema real                                                                     | Escocia             | NEMO ME IMPUNE LACESSIT                                              | Nadie me atacó impunemente         | 146,256,501                   |
| 1985 | Puerro                                | Puerro y diadema real                                                                    | Gales               | PLEIDIOL WYF I'M GWLAD                                               | Cierto soy yo a mi país            | 228,430,749                   |
| 1986 | Planta de lino                        | Planta de lino y diadema real                                                            | Irlanda del Norte   | DECUS ET TUTAMEN                                                     | Un ornamento y una salvaguardia    | 10,409,501                    |
| 1987 | Árbol de roble                        | Árbol de roble y diadema real                                                            | Inglaterra          | DECUS ET TUTAMEN                                                     | Un ornamento y una salvaguardia    | 39,298,502                    |
| 1988 | Escudo de las Armas Reales            | Corona sobre el Escudo del Reino Unido                                                   | Reino Unido         | DECUS ET TUTAMEN                                                     | Un ornamento y un lugar de refugio | 7,118,825                     |
| 1989 | Cardo                                 | Cardo y diadema real                                                                     | Escocia             | NEMO ME IMPUNE LACESSIT                                              | Nadie me atacó impunemente         | 70,580,501                    |
| 1990 | Puerro                                | Puerro y diadema real                                                                    | Gales               | PLEIDIOL WYF I'M GWLAD                                               | Cierto soy yo a mi país            | 97,269,302                    |
| 1991 | Planta de lino                        | Planta de linaza y diadema real                                                          | Irlanda del Norte   | DECUS ET TUTAMEN                                                     | Un ornamento y una salvaguardia    | 38,443,575                    |
| 1992 | Árbol de roble                        | Árbol de roble y diadema real                                                            | Inglaterra          | DECUS ET TUTAMEN                                                     | Un ornamento y una salvaguardia    | 36,320,487                    |
| 1993 | Armas reales                          | Armas reales ornamentales                                                                | Reino Unido         | DECUS ET TUTAMEN                                                     | Un ornamento y una salvaguardia    | 114,744,500                   |
| 1994 | León Rampante                         | León rampante dentro de un doble tesoro, enfrentado flor contra-flor                     | Escocia             | NEMO ME IMPUNE LACESSIT                                              | Nadie me atacó impunemente         | 29,752,525                    |
| 1995 | Dragón                                | Dragón pasante                                                                           | Gales               | PLEIDIOL WYF I'M GWLAD                                               | Cierto soy yo a mi país            | 34,503,501                    |
| 1996 | Cruz celta y torcha                   | Cruz celta, cuello más amplio y murajes                                                  | Irlanda del Norte   | DECUS ET TUTAMEN                                                     | Un ornamento y una salvaguardia    | 89,886,000                    |
| 1997 | Tres Leones                           | Tres leones pasantes y mirantes                                                          | Inglaterra          | DECUS ET TUTAMEN                                                     | Un ornamento y una salvaguardia    | 57,117,450                    |
| 1998 | Armas reales                          | Armas reales ornamentales                                                                | Reino Unido         | DECUS ET TUTAMEN                                                     | Un ornamento y una salvaguardia    | No circulado                  |
| 1999 | León rampante                         | León rampante dentro de una doble torsión flor contra-flor                               | Escocia             | NEMO ME IMPUNE LACESSIT                                              | Nadie me atacó impunemente         | No circulado                  |
| 2000 | Dragón                                | Dragón pasante                                                                           | Gales               | PLEIDIOL WYF I'M GWLAD                                               | Cierto soy yo a mi país            | 109,496,500                   |
| 2001 | Cruz celta y torcha                   | Cruz celta, cuello más amplio y murajes                                                  | Irlanda del Norte   | DECUS ET TUTAMEN                                                     | Un ornamento y una salvaguardia    | 63,968,065                    |
| 2002 | Tres leones                           | Tres leones pasantes guardantes                                                          | Inglaterra          | DECUS ET TUTAMEN                                                     | Un ornamento y una salvaguardia    | 77,818,000                    |
| 2003 | Armas reales                          | Armas reales ornamentales                                                                | Reino Unido         | DECUS ET TUTAMEN                                                     | Un ornamento y una salvaguardia    | 61,596,500                    |
| 2004 | Puente de Forth                       | Puente de Forth rodeado por pistas de ferrocarril                                        | Escocia             | Una característica decorativa incusa que simboliza puentes y caminos |                                    | 39,162,000                    |
| 2005 | Puente colgante de Menai              | Puente colgante de Menai rodeado por una barandilla y postes                             | Gales               | Una característica decorativa incusa que simboliza puentes y caminos | 99,429,500                         |                               |
| 2006 | Puente de Ferrocarril de arco egipcio | Puente de ferrocarril de arco egipcio rodeado por un dosel de la estación de ferrocarril | Irlanda del Norte   | Una característica decorativa incusa que simboliza puentes y caminos | 38,938,000                         |                               |
| 2007 | Puente del milenio                    | Puente del milenio (Gateshead) rodeado por puntales                                      | Inglaterra          | Una característica decorativa incusa que simboliza puentes y caminos | 26,180,160                         |                               |
| 2008 | Armas reales                          | Armas reales ornamentales                                                                | Reino Unido         | DECUS ET TUTAMEN                                                     | Un ornamento y una salvaguarda     | 3,910,000                     |
| 2008 | Escudo de las Armas Reales            | El Escudo de las Armas Reales                                                            | Reino Unido         | DECUS ET TUTAMEN                                                     | Un ornamento y una salvaguardia    | 43,827,300                    |
| 2009 | Escudo de las Armas Reales            | El Escudo de las Armas Reales                                                            | Reino Unido         | DECUS ET TUTAMEN                                                     | Gloria y defensa                   | 27,625,600                    |
| 2010 | Escudo de las Armas Reales            | El Escudo de las Armas Reales                                                            | Reino Unido         | DECUS ET TUTAMEN                                                     | Gloria y defensa                   | 57,120,000                    |
| 2010 | Londres                               | Escudo de Armas de la Ciudad de Londres                                                  | Inglaterra          | DOMINE DIRIGE NOS                                                    | Señor, guíanos                     | 2,635,000                     |
| 2010 | Belfast                               | Escudo de las Armas Reales de Belfast                                                    | Irlanda del Norte   | PRO TANTO QUID RETRIBUAMUS                                           | Para tanto, ¿qué damos a cambio?   | 6,205,000                     |
| 2011 | Escudo de las Armas Reales            | El Escudo de las Armas Reales                                                            | Reino Unido         | DECUS ET TUTAMEN                                                     | Protección y honor                 | 25,415,000                    |
| 2011 | Cardiff                               | Escudo de Armas de Cardiff                                                               | Gales               | Y DDRAIG GOCH DDYRY CYCHWYN                                          | El dragón rojo dará la ventaja     | 1,615,000                     |
| 2011 | Edimburgo                             | Escudo de Armas de Edimburgo                                                             | Escocia             | NISI DOMINUS FRUSTRA                                                 | En vano sin el Señor               | 935,000                       |
| 2012 | Escudo de las Armas Reales            | El Escudo de las Armas Reales                                                            | Reino Unido         | DECUS ET TUTAMEN                                                     | Gloria y defensa                   | 35,700,030                    |
| 2013 | Escudo de las Armas Reales            | Escudo de las Armas Reales                                                               | Reino Unido         | DECUS ET TUTAMEN                                                     | Gloria y defensa                   | 13,090,500                    |
| 2013 | Rosa y roble                          | Rosa y roble                                                                             | Inglaterra          | DECUS ET TUTAMEN                                                     | Gloria y defensa                   | 5,270,000                     |
| 2013 | Puerro y narciso                      | Puerro y narciso                                                                         | Gales               | PLEIDIOL WYF I'M GWLAD                                               | Cierto soy yo a mi país            | 5,270,000                     |
| 2014 | Lino y trébol                         | Planta de lino y trébol                                                                  | Irlanda del Norte   | DECUS ET TUTAMEN                                                     | Honor y defensa                    | 5,780,000                     |
| 2014 | Cardo y jacinto                       | Cardo y jacinto                                                                          | Escocia             | NEMO ME IMPUNE LACESSIT                                              | Nadie me atacó impunemente         | 5,185,000                     |
| 2014 | Escudo de las Armas Reales            | Escudo del Reino Unido                                                                   | Reino Unido         | DECUS ET TUTAMEN                                                     | Honor y defensa                    | 79,305,200                    |
| 2015 | Escudo de las Armas Reales            | El Escudo de las Armas Reales (4.º retrato)                                              | Reino Unido         | DECUS ET TUTAMEN                                                     | Honor y defensa                    | 29,580,000                    |
| 2015 | Escudo de las Armas Reales            | El Escudo de las Armas Reales (5.º retrato)                                              | Reino Unido         | DECUS ET TUTAMEN                                                     | Honor y defensa                    | 75,000 (sólo en BU conjuntos) |
| 2015 | Armas reales                          | El Abrigo Real de Armas (5.º retrato)                                                    | Reino Unido         | DECUS ET TUTAMEN                                                     | Honor y defensa                    | 129,616,985                   |
| 2016 | Escudo de las Armas Reales            | El escudo del Abrigo Real de Armas (5.º retrato)                                         | Reino Unido         | DECUS ET TUTAMEN                                                     | Honor y defensa                    | 30,000 (sólo en BU conjuntos) |
| 2016 | Última Libra de bordes redondeados    | Cuatro bestias heráldicas                                                                | Reino Unido         | DECUS ET TUTAMEN                                                     | Honor y defensa                    | No circulado                  |

Todos los años, excepto 1998 y 1999, estas monedas se emitieron para su circulación, aunque el número de monedas ha variado enormemente. En los años 1983, 1984 y 1985 se registró una mayor cantidad de monedas acuñadas, con objeto de facilitar la transición de los billetes de una libra a las monedas. Aunque 1988 es un año más notable que el resto, las monedas de ese año poseen un diseño único. La producción, sin embargo, se redujo desde 1997, gracias a la introducción de la moneda de dos libras.[cita requerida]
Las monedas de borde redondo acuñadas para el año 2016, con el quinto retrato del Escudo de Armas, no entraron en circulación, debido a que sólo se hallaban en series conmemorativas. Estas eran el escudo de la Casa de Armas de Matthew Dent, y el diseño de Gregory Cameron, Obispo de San Asaph, de las cuatro bestias heráldicas.

### Monedas dodecagonales
| Año  | Diseño                | Nación representada | Cantidad acuñada                                   |
| ---- | --------------------- | ------------------- | -------------------------------------------------- |
| 2016 | Naciones de la Corona | Reino Unido         | 300,000,000 (lanzamiento inicial en marzo de 2017) |
| 2017 | Naciones de la Corona | Reino Unido         | 749,616,200                                        |
| 2018 | Naciones de la Corona | Reino Unido         | 130,560,000                                        |
| 2019 | Naciones de la Corona | Reino Unido         | Sin registro                                       |
| 2020 | Naciones de la Corona | Reino Unido         | Sin registro                                       |

## Falsificación
Durante la última etapa del diseño de la moneda de una libra con bordes redondeados, encuestas de la Royal Mint estimaron la proporción de monedas de £1 en circulación. Esta proporción se estimó en alrededor de un 3.04 por ciento en 2013, con un aumento significativo desde el dato anterior del 2.74 por ciento. En el año anterior, 2012, la proporción de monedas falsificadas era de 2.86 por ciento, y continuó con un aumento continuado, de 0.92 por ciento en 2002-2003, de 0.98 por ciento en el 2004, 1.26 por ciento en el 2005, 1.69 por ciento en el 2006, 2.06 por ciento en el 2007, 2.58 por ciento en el 2008, 2.65 por ciento en el 2009, 3.07 por ciento en el 2010 y 3.09 por ciento en el 2011. Los datos generalmente se publicaban el año siguiente. En el 2008 (según el informe del 2009), los niveles de falsificación más elevados se hallaban en Irlanda del Norte (3.6%) y en el sureste de Inglaterra y Londres (2.97%), mientras los niveles más bajos se hallaban en el noreste de Inglaterra.
Las compañías de control monetario estimaron que el dato proporcionado por la Royal Mint era en realidad cerca del doble de lo establecido, lo que sugería que la Royal Mint aportaba datos alejados de la realidad para no reducir la confianza en la moneda. Es ilegal el uso consciente de monedas o billetes falsos. El consejo de las autoridades es entregar todas las piezas falsas y proporcionar información a la policía sobre el lugar donde se recibieron; la policía las retendrá y procederá a realizar una investigación. Un artículo sugirió que "dado que las monedas falsas no valen nada, sería mejor que ni siquiera se muestren".
Las falsificaciones las pone en circulación gente deshonesta y después se confunden con las de curso legal, por lo que otras personas no son inconscientes de ello. En muchos casos, los bancos no comprueban la autenticidad de las monedas, y por ende continúan en circulación. Un programa de la BBC del año 2011, Fake Britain (en español: Falsa Bretaña), retiró mil monedas de £1 de cada uno de los cinco mayores bancos del país, y descubrieron que cada lote de monedas contenía entre 32 y 38 monedas falsas. La Royal Mint había estimado que existía una proporción de 31 monedas falsas por cada 1000 monedas. Algunas de las monedas falsas habían sido detectadas gracias al uso de maquinaria automática, mientras otras solo podían ser detectadas mediante inspección visual por parte de expertos. 
En julio del 2010, tras una ola de especulación acerca de que la Royal Mint debería considerar el hecho de reemplazar las monedas de £1 con un nuevo diseño debido a las falsificaciones, la casa de apuestas Paddy Power ofrecía la posibilidad de ganar 6/4 (una apuesta de £4 tendría como premio £6 más las £4 apostadas, y unas cuotas de éxito del 2.5%), de que la moneda de £1 se retiraría de circulación.
Algunas falsificaciones eran de baja calidad, con diferencias claramente visibles con las reales (una definición menos lisa, carencia de detalles intrínsecos, fresado de bordes y marcas de identificación erróneas). Muchas falsificaciones de mayor calidad podían detectarse si se comparaba la orientación del anverso y el reverso (se supone que deberían coincidir en las monedas de £1 modernas, aunque muchas veces no coincidían en las monedas falsas).
El diseño del reverso debe coincidir con el año de acuñación (una moneda de 1996 debería tener una cruz celta en su reverso). Era difícil producir monedas redondas con bordes adecuadamente acuñados. Las ranuras del fresado de las monedas falsas solían hallarse incompletos o tenían una calidad baja, y la inscripción (generalmente, "DECUS ET TUTAMEN") mostraba una imitación de baja calidad o mostraba una tipografía incorrecta. Una moneda reluciente con menos daño de lo que sugiere su año de acuñación también resulta sospechoso, aunque también podría ser una moneda que se había usado poco.
Las monedas falsas se fabrican con distintos procesos, incluyendo: fundición, estampado, electrotipeo, copia con un pantógrafo y erosión con chispas. En una encuesta del año 2009, el 99 por ciento de las monedas falsas de £1, encontradas en centros comerciales de intercambio de dinero en efectivo, estaban compuestas de una aleación níquel-latón, tres quintas partes de la cual contenían cantidades de plomo, y la quinta parte restante, una aleación similar a la usada por la Royal Mint. El 1 por ciento restante incluía una aleación simple de cobre-zinc y latón o plomo, estaño o ambos. Las monedas de plomo o de estaño tenían una apariencia de color dorado. También existían falsificaciones elaboradas de acrílico plástico que contenían polvo de metal para incrementar su peso.
Las últimas libras de borde redondo se acuñaron en diciembre del 2015. El reemplante nuevo diseño dodecagonal se introdujo en el 2017. La nueva moneda tiene forma dodecagonal, similar a la antigua moneda de tres peniques de latón (en inglés: threepence). Además, posee casi el mismo tamaño que la moneda anterior de £1, y es bimetálica, al igual que la mayoría de las monedas de £2.
Las monedas actuales de £2, bimetálicas (a excepción de ciertas ediciones conmemorativas), siguen siendo más difíciles de falsificar de lo que era la libra de bordes redondeados (esas falsificaciones se habrían detectado por sus colores erróneos).[cita requerida]

## Otras monedas de una libra que circularon
Durante el tiempo en el que la libra de bordes redondeados estuvo en circulación, otras monedas también comenzaron a hacerlo, aunque sin ser de curso legal. En el Reino Unido hubo algunas monedas de £1 de Dependencias de la Corona británica, Gibraltar y territorios británicos del Atlántico Sur.[cita requerida]
Muchas monedas de estos territorios, en todas sus denominaciones, eran del mismo tamaño y composición que su equivalente británico, y la mayoría poseían los mismos retratos. Ninguno de los territorios reemplazó inmediatamente sus monedas de borde redondeado, excepto Gibraltar, que lo hizo tras el Reino Unido. Gibraltar continúa utilizando las monedas de una libra gibraltareña, al igual que el nuevo diseño de Inglaterra.[cita requerida]

## Más información
En abril de 1993, The New Yorker lanzó un artículo llamado Real Britannia, escrito por Julian Barnes, en el que se describen las reuniones realizadas entre 1994 y 1997 para escoger los diseños de los obversos de las monedas de £1. Este artículo se reimprimió en su libro Letters from London (en español: Cartas de Londres) como Britannia's New Bra Size (en español: El nuevo tamaño de Brasieres de Bretaña).